# Византијска свила
Византијска свила јесте свила ткана у Византијском царству (Византији) од отприлике четвртог века па до пада Цариграда 1453. године.
Византијска престоница Цариград био је први значајнији центар за ткање свиле у Европи. Свила је била једна од најважнијих роба у византијској привреди. Држава је користила свилу и као средство плаћања и за потребе дипломатије.
Сирова свила се куповала из Кине и прерађивана је у фине тканине које су достизале високе цене широм света. Касније су свилене бубе прокријумчарене у Царство и копнена трговина свилом је постепено постајала све мање важна. После владавине Јустинијана I, производња и продаја свиле постала је царски монопол, само се прерађивала у царским фабрикама и продавала овлашћеним купцима.
Византијска свила је значајна по својим бриљантним бојама, употреби златног конца и комплексним дезенима који се приближавају сликовној сложености веза у тканини са разбоја.
Византија је доминирала производњом свиле у Европи током раног средњег века, све до успостављања италијанске индустрије ткања свиле у 12. веку и освајања и распада Византијског царства у Четвртом крсташком рату (1204).

## Дизајн
Прописи који су регулисали употребу скупих тирских љубичастих боја су варирали током година, али тканина обојена у ове боје је углавном била ограничена на одређене класе и коришћена је у дипломатским поклонима. Друге боје које су коришћене у византијским радионицама свиле биле су мадер, кермес, индиго, вара и сапан дрво. Златни конац је направљен од сребрно позлаћених трака омотаних око свиленог језгра.
Византијска свила са фигурама из 6. (а можда и 5.) века приказује укупне дизајне малих мотива као што су срца, свастике, палмете и листови. Касније се јављају препознатљиви биљни мотиви (као што су листови и цветови лотоса) и људске фигуре. Преживели текстили документују богату размену техника и иконографских тема између Константинопоља и новоисламских текстилних центара Медитерана и Централне Азије у годинама након муслиманских освајања у 7. веку. Дизајни из 8. и 9. века приказују редове округлих или медаљона насељених паровима људских или животињских фигура преокренутих у огледалу на вертикалној оси. Многи мотиви одражавају сасанидски дизајн, укључујући дрво живота, крилате коње, лавове и замишљене звери, а постоји и велики број сачуваних комада свиле за које се стручњаци не могу сложити да ли су византијског или исламског порекла. Модни узорци су евоцирали активности и интересовања краљевског двора, као што су сцене лова или квадрига.
Скупоцене свиле – буквално вредне своје тежине злата – биле су моћно политичко оружје Византијског царства између 4. и 12. века. Дипломатски поклони византијске свиле учврстили су савезе са Францима. Византија је дала уступке за трговину свилом морским силама Венеције, Пизе, Ђенове и Амалфија да би обезбедила поморску и војну помоћ за византијске територије.

## Пад производње
Године 1147, током Другог крсташког рата, Руђер II Сицилијански (1095–1154) напао је Коринт и Тебу, два важна центра производње византијске свиле, заробио је ткаље и њихову опрему и основао сопствену фабрику свиле у Палерму и Калабрији. Након заузимања Цариграда 1204. године током Четвртог крсташког рата (1202–1204) и успостављања Латинског царства (1204–1261) и других „латинских“ држава на византијским територијама, византијска индустрија свиле је опала, снабдевајући само домаће тржиште луксуза, а лидерство у европском ткању свиле и дизајну прешло је на Сицилију и новонастале италијанске центре Луку и Венецију.